# Copestylum aureum
Copestylum aureum är en tvåvingeart som först beskrevs av Fluke 1951.  Copestylum aureum ingår i släktet Copestylum och familjen blomflugor.
Artens utbredningsområde är Colombia. Inga underarter finns listade i Catalogue of Life.